# Reid Scott
Pour les articles homonymes, voir Scott.
Reid Scott, né le 19 novembre 1977 à Albany (État de New York, États-Unis), est un acteur américain.

## Biographie
Reid Scott, né Reid Scott Weiner, grandit dans le comté de Saratoga, au nord d'Albany. Son père, Neil Weiner, est d'origine russe et juive ; sa mère, Kathleen, a des origines franco-canadiennes, irlandaises et anglaises et était enseignante,.
Après le collège préparatoire La Salle Institute à Troy, il étudie à Université de Syracuse, où il est le premier à obtenir un diplôme combiné des écoles de théâtre et de cinéma en 2000. Il déménage ensuite à New York pour poursuivre sa carrière d'acteur.
Le 22 novembre 2023, il est annoncé qu'il jouera le rôle du nouvel inspecteur au côté de Mehcad Brooks dans la saison 23 de New York, Police Judiciaire.

### Vie privée
Sa sœur cadette, Katianna Hong, est chef cuisinier.
Reid Scott a été marié d'octobre 2004 à 2007 avec Anne Petrazzolo. Il est marié à Elspeth Keller, née Conrad, depuis mars 2015. Ils ont deux fils, nés en 2015 et 2018.

## Filmographie sélective

### Cinéma
- 2006 : Bickford Shmeckler's Cool Ideas de Scott Lew : Trent
- 2008 : Amusement de John Simpson : Dan
- 2009 : My Two Fans de Lauren Iungerich : Kyle
- 2011 : Losing Control (en) de Valerie Weiss : Ben
- 2013 : Beside Still Waters (en) de Chris Lowell : Henry
- 2014 : Missing William de Kenn MacRae : William Leeds
- 2014 : Sister (en) de David Lascher : Billy Presser
- 2014 : A Better You de Matt Walsh : Handsome Model
- 2015 : Il est toujours temps d'aimer (en) (I'll See You in My Dreams) de Brett Haley : Officer Shumaker
- 2015 : Slow Learners (en) de Don Argott et Sheena M. Joyce : Max
- 2016 : The Veil de Phil Joanou : Nick
- 2016 : Nerdland (en) de Chris Prynoski
- 2016 : Dean (en) de Demetri Martin : Brett
- 2017 : Un cœur à prendre (Home Again) de Hallie Meyers-Shyer : Justin Miller
- 2018 : Venom de Ruben Fleischer : Dan Lewis
- 2019 : Late Night de Nisha Ganatra
- 2021 : Venom: Let There Be Carnage d'Andy Serkis : Dan Lewis
- 2022 : Wildflower de Matt Smukler
- 2023 : Merry Little Batman de Mike Roth : James Gordon (voix)

### Télévision

#### Séries télévisées
- 2022 : The Afterparty (Saison 1 - 2 épisodes) : Lieutenant Aldrin Germain
- 2002 : That '70s Show : Week-end à l'université (saison 5 épisode 6) : Ted
- 2002 : Mes plus belles années (American Dreams) : Brian / Andy Eaton (4 épisodes)
- 2003 : Ce que j'aime chez toi (What I Like About You) : Soirée de filles (saison 1 épisode 12) : Hunter
- 2003-2004 : Tout est relatif (It's All Relative) : Bobby O'Neil
- 2004 : F2: Forensic Factor (en) : No Body, No Crime (saison 1 épisode 7) : Frank Black
- 2005 : Les Experts (CSI) : Le Venin du tueur (saison 5 épisode 12) : Dax Blanchard
- 2006-2010 : My Boys (en) : Brendan Dorff
- 2007 : Bones : Rien ne va plus (saison 2 épisode 14) : Robert Fraizer
- 2008 : Les Experts : Manhattan (CSI: NY) : Toilettes funèbres (saison 4 épisode 14) : Seth Riggin
- 2008 : Unhitched (en) : Woman Marries Horse (saison 1 épisode 2) : Bobby
- 2009 : Hawthorne : Infirmière en chef : La Vie en suspens (saison 1 épisode 8) : Jared
- 2009 : Bella et ses ex (The Ex List) : Le Mariage idéal (saison 1 épisode 6) : Steve Bolla
- 2009-2010 : La Vie secrète d'une ado ordinaire (The Secret Life of the American Teenager) (saisons 2 et 3, 9 épisodes) : Dr Jeff Zegay
- 2010-2011 : The Big C (saisons 1 et 2, 10 épisodes) : Dr Todd Mauer
- 2011 : Mad Love : The Spy Who Loved Me (saison 1 épisode 6) : Dave Evans
- 2012 : Hot in Cleveland : Chaud et lourd (saison 3 épisode 14) : Sam
- 2012 : Best Friends Forever : The Butt Dial (saison 1 épisode 2) : Peter
- 2012 : Underbelly : Pilot (saison 1 épisode 1) : Max
- 2012-2013 : Motorcity (en) : Mike Chilton (voix, 16 épisodes)
- 2012-2017 : Veep : Dan Egan
- 2013 : How to Live with Your Parents (for the Rest of Your Life) : Scott Marcos (3 épisodes)
- 2013 : Perception : Le Cœur et l'Esprit (saison 2 épisode 7) : Dr Hutchins
- 2013-2015 : Turbo FAST : Turbo (voix)
- 2014 : New Girl : Le Dernier Mariage (saison 4 épisode 1) : Ted
- 2015 : Zoo : Dans la gueule du lion (saison 1 épisode 1) : Ethan Boyd
- 2017 : Great News : Jeremy (3 épisodes)
- 2019 : Why Women Kill : Eli Cohen (rôle principal, 10 épisodes)
- 2022 : La Fabuleuse Madame Maisel : Gordon Ford (10 épisodes saisons 4 et 5)
- 2023 : American Horror Stories : Will Caswell (saison 3, épisode 2)
- depuis 2024 : New York, police judiciaire : Inspecteur Vincent Riley
- 2024 : Batman, le justicier masqué : Onomatopée (voix - saison 1, épisode 7)

#### Téléfilms
- 2003 : With You in Spirit de Steven Levitan : Ben Fisher
- 2004 : Quand la vie est Rose (Revenge of the Middle-Aged Woman) de Sheldon Larry : Sam

## Récompenses et nominations
Nominations :
- 2014,2015 et 2016 au Screen Actors Guild Awards dans la catégorie "Performance exceptionnelle d'une équipe dans une série comique" pour la série Veep. Il remportera cette fois le trophée dans cette même catégorie en 2017 et 2018.
- En 2016 au Daytime Emmy Awards dans la catégorie "Interprète exceptionnel dans un dessin animé" pour la série Turbo F.A.S.T.